# Giuseppe Guerini
Giuseppe Guerini (Gazzaniga, Llombardia, 14 de febrer de 1970) és un ciclista italià, ja retirat, que fou professional entre 1993 i 2007. Els seus seguidors el van batejar com Beppe Turbo, perquè va créixer prop de les turbines de la central hidroelèctrica de Vertova.
Passà al professional el 1993. Primer va lluir els colors de l'equip Navigare-Blue Storm del 1993 al 1995, després del Polti del 1996 al 1998, i el T-Mobile des del 1999. Excel·lent escalador, va ser un dels grans rivals del seu compatriota Marco Pantani durant el Giro d'Itàlia de 1997 i 1998. El 1999 passà a ser company d'equip de l'alemany Jan Ullrich.
En el seu palmarès destaquen dues victòries d'etapa al Tour de França, una el 1999, amb final a l'Alpe d'Huez i en què un espectador el va tirar a terra a manca de poc més d'un quilòmetre, i una el 2005, amb final a Le Puy-en-Velay; i una altra al Giro d'Itàlia de 1998. En aquesta mateixa cursa finalitzà dues vegades en la tercera posició final.

## Palmarès
- 1988
  - 1r al Giro de la Lunigiana
- 1990
  - 1r al Trofeu Rigoberto Lamonica
  - Vencedor d'una etapa a la Volta a Costa Rica
- 1991
  - 1r al Trofeu Gianfranco Bianchin
- 1998
  - Vencedor d'una etapa del Giro d'Itàlia
  - Vencedor d'una etapa de la Volta a Portugal
  - Vencedor d'una etapa de la Ruta del Sud
- 1999
  - Vencedor d'una etapa del Tour de França
- 2002
  - Vencedor d'una etapa de la Setmana Catalana
- 2005
  - Vencedor d'una etapa del Tour de França

### Resultats al Tour de França
- 1996. 27è de la classificació general
- 1997. 53è de la classificació general
- 1999. 22è de la classificació general. Vencedor d'una etapa
- 2000. 26è de la classificació general
- 2001. 39è de la classificació general
- 2002. 80è de la classificació general
- 2003. 35è de la classificació general
- 2004. 25è de la classificació general
- 2005. 20è de la classificació general. Vencedor d'una etapa
- 2006. 26è de la classificació general

### Resultats al Giro d'Itàlia
- 1994. 32è de la classificació general
- 1995. 31è de la classificació general
- 1996. 22è de la classificació general
- 1997. 3r de la classificació general
- 1998. 3r de la classificació general. Vencedor d'una etapa
- 2001. 44è de la classificació general

### Resultats a la Volta a Espanya
- 1993. Abandona (15a etapa)
- 1998. Abandona (4a etapa)
- 1999. Abandona (10a etapa)
- 2007. Abandona (17a etapa)